# Thermo Fisher Scientific
Thermo Fisher Scientific è un'azienda statunitense che produce strumenti, materiali e software per l'industria farmaceutica e biotecnologica. Nasce nel 2006 dalla fusione di Thermo Electron e Fisher Scientific; attualmente opera con le divisioni Thermo Scientific, Applied Biosystems, Invitrogen, Fisher Scientific, Unity Lab Services e Patheon.
L'azienda fa parte dal 2008 delle aziende Fortune 500, la classifica delle 500 maggiori imprese societarie statunitensi misurate sulla base del loro fatturato; nel 2019 occupava il 124 posto. Nello stesso anno impiegava globalmente circa 70.000 persone.
Nel marzo 2020 fu annunciata l'acquisizione da parte di Thermo Fisher Scientific della società di biotecnologie tedesco-olandese Qiagen per oltre dieci miliardi di dollari. Precedentemente l'azienda aveva compiuto numerose operazioni di acquisizione e fusione, tra cui la società di test sul DNA Life Technologies, nel 2014 per 13,6 miliardi, e la farmaceutica canadese Patheon, nel 2017 per 7,2 miliardi.

## Acquisizioni
Le due società fusesi assieme, Thermo Electron e Fisher Scientific, hanno acquisito 15 società prima della fusione e altre 56 dal 2006, numero che può essere sottostimato.
Nel 2011 viene acquisita dalla Thermo Fisher Scientific Inc. la Phadia per 2,47 miliardi di Euro.
Nel 2013, dopo una competizione con la Hoffmann-La Roche, Thermo Fisher acquista Life Technologies Corporation per 13,6 miliardi di US$.
Nel 2015 è la volta di Advanced Scientifics per 300 milioni di US$. Sempre nello stesso anno viene acquisita la Alfa Aesar per 405 milioni di US$ dalla Johnson Matthey
Nel 2016, avviene l'acquisizione di Affymetrix per 1,3 miliardi di US$. Lo stesso anno di FEI Company per 4,2 miliardi di US$. Nel novembre viene annunciata l'acquisizione di MTI-GlobalStem.
Nel 2017 è la volta di Finesse Solutions, Inc. In marzo quella di Core Informatics. In agosto Patheon, per 7,2 miliardi di US$.
Nel settembre 2018, Thermo Fisher Scientific annuncia l'accordo con Becton, Dickinson and Company (BD) per la loro divisioner Advanced Bioprocessing.
Nel 2019 viene acquisita la Brammer Bio.  Nel giugno viene comprata la HighChem.
Nel marzo 2020 prova ad acquisire la Qiagen per 10,1 miliardi di US$, ma la trattativa non va a buon fine .
- Thermo Fisher Scientific (formed in 2006 by the merger of Thermo Electron and Fisher Scientific)
  - Thermo Fisher Scientific
    - Fisher Scientific
      - Scientific Materials Co. (Est 1902)
      - Scientific Supplies, Ltd (Acq 1925)
      - Eimer & Amend (Acq 1940)
      - E. Machlett & Sons (Acq 1957)
      - Janssen Chimica
      - Eastman Kodak Company (Organic Chemicals division)
      - Apogent Technologies Inc. (Acq 2004)
      - Athena Diagnostics (Acq 2006)

    - Thermo Electron
      - Kendro Laboratory Products (Acq 2005)
      - Rupprecht and Patashnick Co., Inc. (Acq 2005)
      - NITON LLC (Acq 2005)
      - InnaPhase Corporation (Acq 2004)
      - US Counseling Services, Inc. (Acq 2004)
      - Jouan SA (Acq 2004)
      - Laboratory Management Systems, Inc. (Acq 2003)

  - Phadia (Acq 2011)
  - Life Technologies (Acq 2013)
    - Invitrogen Corporation (Merged 2008)
      - NOVEX
      - Research Genetics, Inc (Acq 1999)
      - Ethrog Biotechnology
      - Molecular Probes
      - Dynal
      - Panvera
      - InforMax
      - BioSource
      - CellzDirect
      - Zymed
      - Caltag Laboratories

    - Applied Biosystems (Merged 2008)

  - Advanced Scientifics (Acq 2015)
  - Alfa Aesar (Acq 2015)
  - Affymetrix (Acq 2016)
    - Genetic MicroSystems (Acq 1999)
    - Neomorphic (Acq 2000)
    - ParAllele Bioscience
    - USB Corporation (Acq 2008)
    - Panomics (Acq 2008)
    - True Materials (Acq 2000)
    - eBioscience (Acq 2012)

  - FEI Company 
    - FEI Company (Merged 1997)
      - Field Electron and Ion Co. (Est 1971)
      - Philips Electron Optics

    - Micrion (Acq 1999)

  - MTI-GlobalStem (Acq 2016)
  - Finesse Solutions, Inc. (Acq 2017)
  - Core Informatics (Acq 2017)
  - Patheon (Acq 2017)
    - Agere Pharmaceuticals (Acq 2015)
    - Gallus Pharmaceuticals (Acq 2014)
    - Royal DSM NV (Pharmaceutical div, merged 2014)
    - MOVA (Acq 2004)
    - Banner Pharmacaps (Acq 2013)

## Marchi posseduti dalla Thermo-Fisher
- Accumed
- Acros Organics BVBA
- Advanced Scientifics, Inc.
- Affymetrix[29]
- Alfa Aesar[30]
- Allied Analytical Systems
- Ambion
- Amdel Instrumentation
- AMINCO-Bowman
- Applied Research Laboratories
- Argus
- ARL
- ARL/Fisons
- ATI Instruments North America
- Autometrics
- B•R•A•H•M•S USA, Inc.
- Baird
- Barnstead
- Best Inspection
- BioImage[31]
- Biolab
- Brandt Instruments
- Cahn
- CarePlan
- Carlo Erba
- CASCO
- CE Instruments (Carlo Erba Strumentazione, poi divenuta Fisons Instruments)
- CEDIA
- Chase
- Chemiclave
- Chromacol
- CIDTEC, Inc.
- Clintrak Clinical Labeling Services, LLC
- Cohesive Technologies
- Consolidated Technologies, Inc.
- CRS Ltd.
- Damon/IEC
- Denley
- Diagnostix, Ltd.
- Dionex
- Doe and Ingalls
- DRI Microgenics
- DUKE
- Eberline LLC
- EC
- EC Apparatus
- EGS Gauging, Inc.
- Electron
- Elemental
- EnviroTech Controls
- Epoxyn Products L.L.C.
- Epsilon
- Erie Handcare
- Erie Scientific Company
- ESA
- Esco
- FEI Company[32]
- Fermentas Inc.
- Finnigan
- Finnzymes
- Fisons Instruments (ex Carlo Erba Strumentazione)
- Fi-Streem
- Flow Automation
- Fluid Data
- Flux Instruments
- Forma
- Forma Scientific
- Gamma-Metrics LLC
- GH Flow Automation
- Gibco
- GK Intertest
- Gold Seal
- Goring Kerr Ltd
- Graseby
- H+P
- HAAKE
- Harris
- Harvey
- Hascal Systems
- Helix MC
- Herz and Partner
- Heto
- Hilger
- Hitech
- Holten
- Houston Atlas
- Hypersil-Keystone LLC
- Icore
- IEC
- Inel
- Innofluor
- Instrumentation Laboratory
- Intertest Ltd
- Invitrogen
- Ionalytics
- Ion Torrent
- Isotemp
- Jarrell-Ash
- Jewett
- Don Sandora Science
- Jouan
- Kay Ray
- Kendro
- Kevex
- Keystone Scientific
- KeyTek LLC
- Labindustries
- Lab-Line
- Labquake
- LabSystems, Inc.
- LDC
- Life Technologies Corporation
- Lindberg Blue M
- Linear
- Linkage Biosciences
- Locator
- Magellan Biosciences
- MAS SeraMag
- Material Testing
- Matrix Technologies LLC
- Mattson
- Max Q
- Measuretech Canada Inc.
- Megapure
- Menzel
- MF Physics Corporation
- Microgenics Corporation
- MIE, Inc.
- Milton Roy
- MoistureSystems
- Molecular BioProducts Inc
- MSC Moisture Systems
- Nalge Nunc International Corporation
- NanoDrop
- Nanopure
- Napco
- National Scientific
- NCAT
- Neslab
- Nexray
- Nicolet Industrial Solutions
- Nicolet Instrument
- Nippon Jarrell Ash
- Niton Analyzers LLC
- NORAN Instruments
- Northern Scientific
- NovaWave Technologies, Inc.
- Novodirect (Germany)
- Nuclear Semiconductor
- Nuova
- Omega Data Systems
- One Lambda
- Onix
- OpitBind
- Optek
- Orion Inc.
- Owl Separation Systems
- Oxoid
- Patheon[33]
- Pactech
- Pathatrix
- Peek Measurement
- Phadia
- Phenom-World
- Philips Scientific
- Pierce Biotechnology, Inc
- PMC
- Polychromix
- Polysonics
- Precision
- Priocheck
- Proxeon
- Puffer Hubbard
- PV Dry II
- Pye Unicam
- Pyrometer
- QEMSCAN
- QMS
- Quantech
- Quest
- Queue
- R&P
- Ramsey Inc.
- Ramsey Mesulect
- Ramsey Process Controls
- RCCI Australia
- Redox
- Revco
- Remel
- Richard-Allan Scientific Company
- Rupprecht and Patashnick
- Sarasota
- Savant
- Scintag
- ScreenMates
- Sensall
- Sensititre
- Sentron Canada Inc.
- Seradyn
- SeraMag
- SLM Instruments
- Sorvall
- Spectrace
- Spectra-Physics
- SpectraSYSTEM
- Spectra-Tech
- Spectronex
- Spectronic Instruments
- Speedbeads
- SSDetect
- STEM
- Sterilemax
- TDX
- Tecno Europa
- Texas Nuclear
- Thermedics Detection de Mexico
- Thermolyne
- Thermo Shandon
- ThermoQuest
- TJA Solutions
- TMQ
- TN Technologies
- Tokeim Automation
- Tracor Northern
- Trek Diagnostic Systems, Inc.
- Tremetrics
- TSP
- Turner
- Unicam
- Unicam Vacuum Generators
- Unity Lab Services
- Vapo-Steril
- Varioklav
- Veeco
- VersaTrek
- VG Scientific
- Westronics